# Greatest Hits Vol. 2 (альбом ABBA)
Greatest Hits Vol. 2 — альбом-компіляція шведського гурту ABBA, випущений в жовтні 1979 року з метою підтримки популярності групи після їх турне по Європі та Північній Америці. Він став другим альбомом ABBA в тому році, що зайняв перший рядок хіт-парадів (першим був Voulez-Vous), і включив в себе нову пісню «Gimme! Gimme! Gimme! (A Man After Midnight)», записану в серпні 1979 року, а також пісню «Summer Night City», що була випущена як позаальбомний сингл.
У Японії альбом був випущений під назвою «Greatest Hits», оскільки перша частина компіляції там випущена не була.

## Список пісень

### Сторона А
1. «Gimme! Gimme! Gimme! (A Man After Midnight)» — 4:45
2. «Knowing Me, Knowing You[en]» — 4:01
3. «Take a Chance on Me[en]» — 4:03
4. «Money, Money, Money[en]» — 3:05
5. «Rock Me[en]» — 3:05
6. «Eagle» — 5:53
7. «Angeleyes[en]» — 4:20

### Сторона Б
1. «Dancing Queen» — 3:51
2. «Does Your Mother Know[en]» — 3:13
3. «Chiquitita[en]» — 5:26
4. «Summer Night City[en]» — 3:34
5. «I Wonder (Departure)» — 4:32
6. «The Name of the Game[en]» — 4:52
7. «Thank You for the Music[en]» — 3:49

## Позиції в хіт-парадах
Альбом — Європа
| Рік  | хіт-парад            | Позиція |
| ---- | -------------------- | ------- |
| 1979 | UK Album Chart       | 1       |
| 1979 | Norway’s Album Chart | 25      |

Альбом — Billboard (Північна Америка)
| Рік  | хіт-парад         | Позиція |
| ---- | ----------------- | ------- |
| 1980 | The Billboard 200 | 46      |